# Nueva Loja
Nueva Loja (aussi connue comme Lago Agrio) — d'après la ville américaine du même nom en anglais Sour Lake (Texas) — est la capitale de la province de Sucumbíos, au nord-est de l'Équateur.
La compagnie américaine Texaco a trouvé des champs de pétrole dans les années 1960 et 70, et elle a fait de ce village à l'époque son campement principal.

## Histoire
Nueva Loja se trouve dans la partie centrale de Sucumbíos, dans la forêt amazonienne, et elle est une des plus importantes villes dans le nord-est équatorien à cause du pétrole. Elle a été appelée Nueva Loja parce que la plupart des pionniers colonisateurs sont venus de la province du sud-est Loja.
La zone autour de la ville, le champ pétrolifère de Lago Agrio, présente de nombreux problèmes écologiques. La forêt tropicale a été quasiment anéantie dans cette région et la dégradation environnementale est sévère, avec une pollution pétrolière catastrophique dans certaines zones. Le 14 février 2011, un juge de Lago Agrio a décidé que Chevron, aujourd'hui propriétaire de Texaco, devait payer 9 milliards de dollars de dommages environnementaux à un collectif de 30 000 agriculteurs et indigènes équatoriens pour avoir pollué la forêt tropicale. Cela conduit et à engager une action en justice contre leur avocat.
En 2017, la Cour supérieure de justice du Brésil a rejeté l'exécution de la sentence de la Cour suprême équatorienne de 2013, le procureur ayant conclu que le verdict avait été « émis de manière irrégulière, notamment en vertu d'actes de corruption déplorables ».
En 2018, la Cour permanente d'arbitrage de La Haye s'est prononcée en faveur de Chevron et a déclaré que le jugement rendu en 2013 par la Cour suprême de l'Équateur avait été obtenu « par fraude, pots-de-vin et corruption ».

## Personnalités nées dans la ville
- Luis Antonio Valencia Mosquera (1985-), footballeur